# Svoboda panoramatu

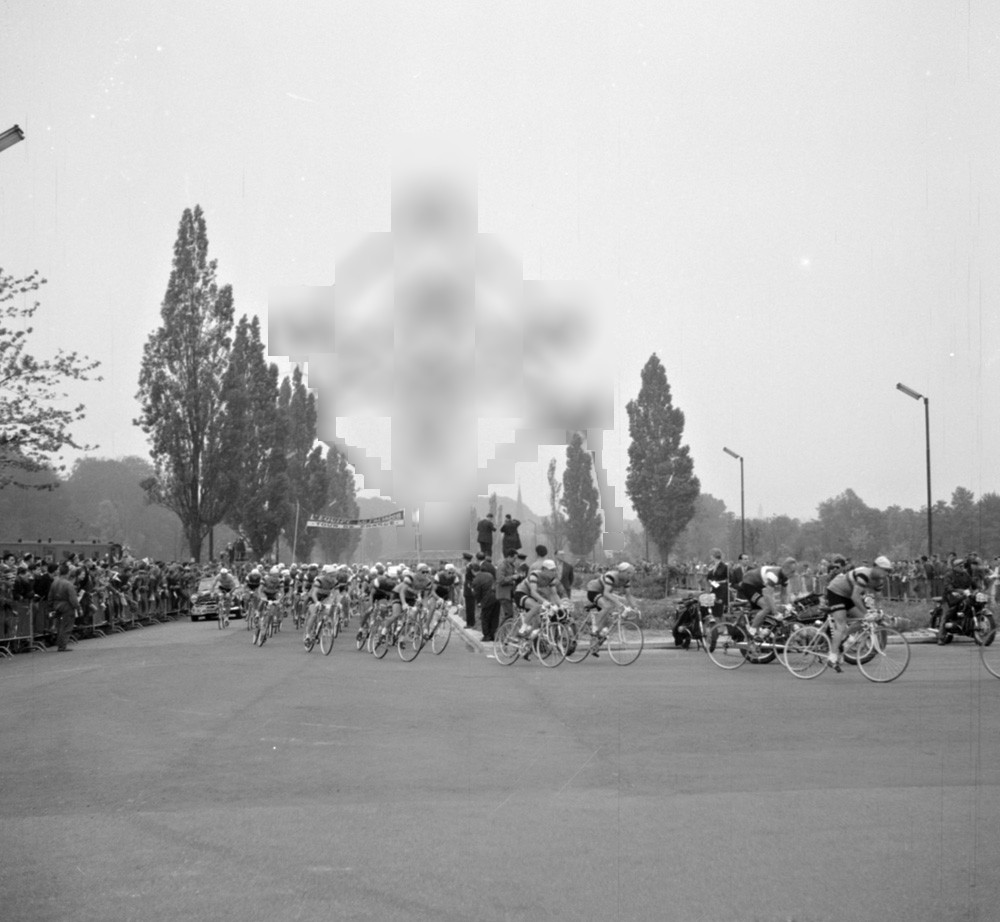
Neexistence svobody panoramatu v Belgii znemožňovala bezúplatné šíření obrazu Atomia na této fotografii závodu Tour de France z roku 1960.

Svoboda panoramatu (původně německy Panoramafreiheit) je konstrukce v autorském právu některých jurisdikcí, která povoluje pořizování fotografií či videozáznamu nebo vytváření jiných odvozených děl (např. maleb) budov a v některých případech také sochařských a dalších uměleckých děl, které jsou trvale umístěny na veřejném prostranství, umožňuje šíření těchto odvozenin a stanovuje, že takovéto jednání není porušením autorského práva, kterým by jinak takové užití těchto děl mohlo být.
Fakticky však toto právo nebývá vázáno na panoramatickou povahu zobrazení. Jeho rozsah se v jednotlivých státech liší, mnohde je například omezeno jen na trvale umístěná díla či jen na určité typy děl, například jen na architektonická díla či budovy, lišit se může též vymezení podle typu prostranství, viditelnosti díla apod. i vymezení způsobů zaznamenání díla, při kterých lze svobodu užití uplatnit.
Zákonná úprava svobody panoramatu omezuje právo vlastníka autorských práv bránit soudní cestou tvorbě a šíření odvozených děl. Jde vlastně o výjimku z obecného ustanovení, které autorovi v rámci autorského práva přiznává exkluzivitu v udělování práva na tvorbu a šíření odvozených děl.

## Situace v jednotlivých zemích

### Evropská unie

Rozsah svobody panoramatu v zemích Evropy.
ANO, včetně uměleckých děl
ANO, pouze pro budovy
ANO, pouze pro nekomerční využití
NE
Není známo (pouze Andorra, San Marino a Monako)

V členských státech Evropské unie platí směrnice o harmonizaci autorského práva, která umožňuje členským státům stanovit omezení práv v případě "užití děl jako jsou architektonická díla nebo sochy vytvořené za účelem jejich trvalého umístění na veřejných místech", tedy zahrnout konstrukci svobody panoramatu do svého autorského práva, avšak existence této konstrukce není vyžadována.
Mezi nejznámější případy zemí Evropské unie, ve kterých neexistuje svoboda panoramatu, patří Francie a Itálie; do léta 2016 mezi ně patřila i Belgie. Budovy a další umělecká díla umístěná na veřejném prostranství jsou v těchto zemích jako běžná autorská díla chráněny do uplynutí 70 let od smrti autora (architekta, sochaře...). Známým příkladem slavné stavby, jejíž fotografie nebylo pro absenci svobody panoramatu v zemi jejího umístění možné zveřejňovat či jinak šířit, bylo Atomium, dílo belgického inženýra Andrého Waterkeyna (1917–2005) – podle belgické legislativy platné před vstupem v platnost zákona schváleného 16. června 2016 belgickým parlamentem bylo toto dílo autorskoprávně chráněno až do 1. ledna 2076 a výkonem autorských práv nad ním byl pověřen kolektivní správce SABAM, který povoloval bezúplatné užití fotografií Atomia pouze na osobních nekomerčních webových stránkách, a to pouze v nízké kvalitě a s doplněním předepsaného oznámení o platné autorskoprávní ochraně.
V červnu 2015 výbor Evropského parlamentu pro právní záležitosti schválil návrh zprávy k dosavadnímu provádění směrnice o harmonizaci autorského práva zpracované poslankyní Juliou Redovou, do jehož původního znění byl zapracován pozměňovací návrh poslance Jean-Marie Cavady navrhující omezení svobody panoramatu pro komerční účely na celoevropské úrovni. Poslanci Evropského parlamentu v plenárním hlasování 9. července zprávu přijali bez tohoto odstavce, čímž vyjádřili vůli, aby rozhodnutí o svobodě panoramatu dále zůstávalo na úrovni legislativy jednotlivých členských států. Návrh poslankyně Marietje Schaakeové na obnovení dotyčného odstavce v původní podobě, která volala po zavedení svobody panoramatu ve všech zemích Evropské unie, neobdržel dostatečné množství hlasů. S přihlédnutím k poslanecké zprávě měla Evropská komise vypracovat návrh nové směrnice. Na jaře 2016 spustila komise za tímto účelem veřejnou konzultaci.

#### Česká republika

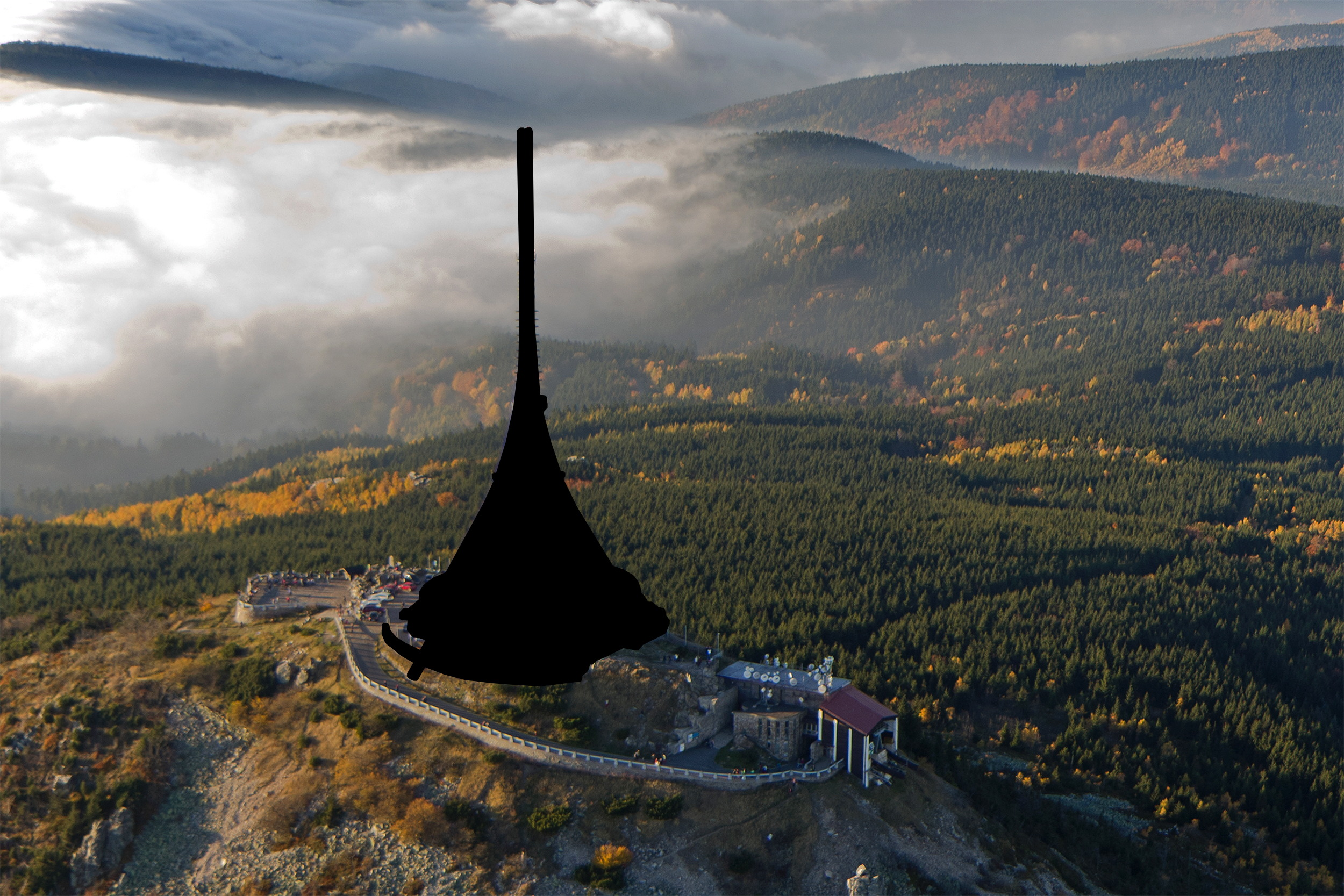
Fotografie vrcholu Ještěd s odstraněným obrazem vysílače

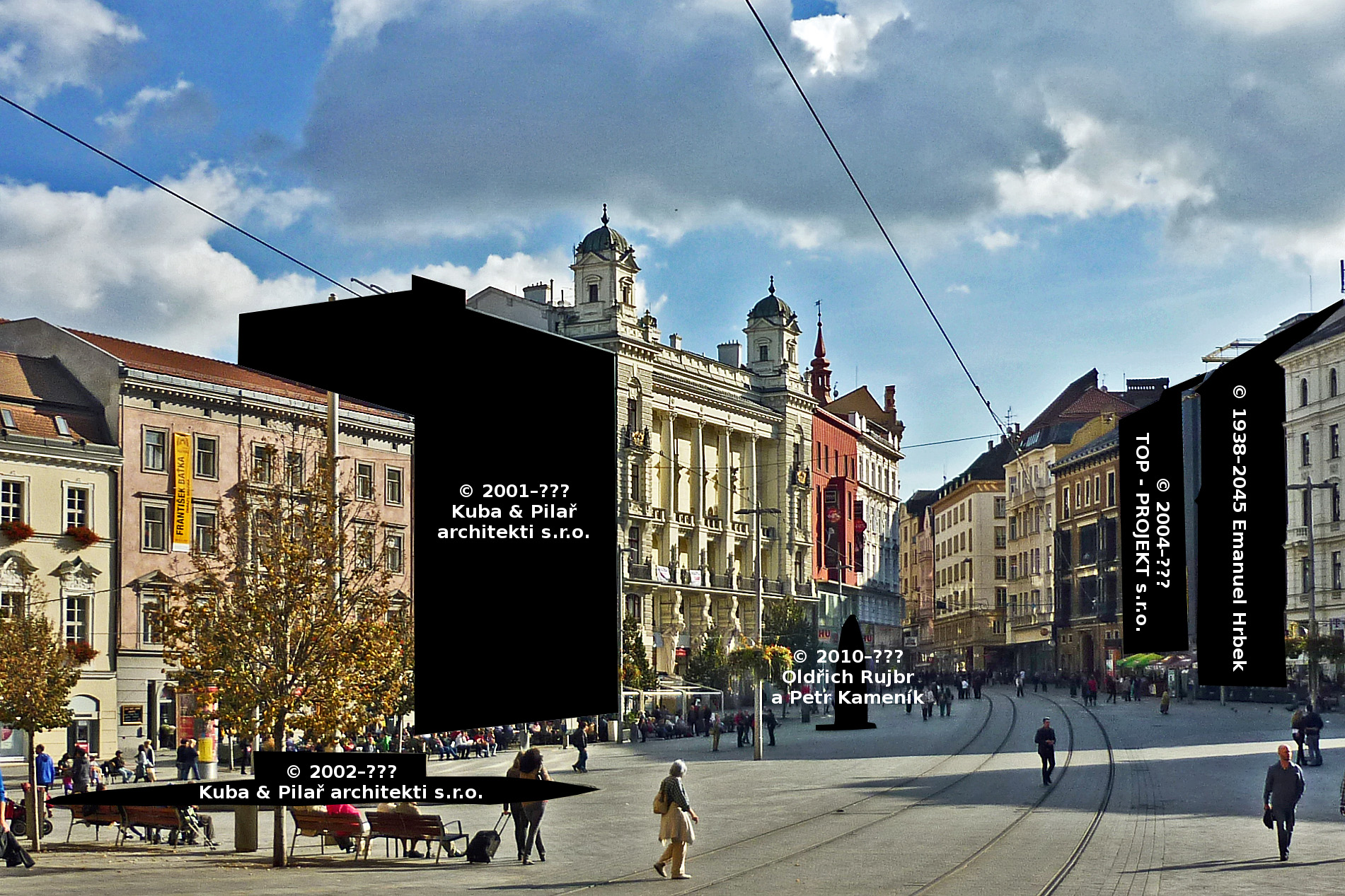
Na brněnském náměstí Svobody se nachází množství budov a uměleckých děl, jejichž veřejné zobrazování se opírá o svobodu panoramatu (na této fotografii jsou začerněny).

Český autorský zákon implementuje takzvanou svobodu panoramatu (aniž by tento termín použil) ve čtvrtém díle první hlavy zákona (Omezení práva autorského), jehož § 33 stanoví, že „do práva autorského nezasahuje ten, kdo kresbou, malbou nebo grafikou, fotografií nebo filmem nebo jinak zaznamená nebo vyjádří dílo, které je trvale umístěno na náměstí, ulici, v parku, na veřejných cestách nebo na jiném veřejném prostranství“ a že „do autorského práva nezasahuje ani ten, kdo takto vyjádřené, zachycené nebo zaznamenané dílo dále užije“. Toto ustanovení bývá interpretováno jako tzv. bezúplatná zákonná licence (vedle dalších případů jako je citace, vyobrazení děl v katalogu výstavy apod., úřední a zpravodajské využití díla, využití díla v rámci občanských a náboženských obřadů a školních představení, rozmnožování děl v knihovnách a archivech atd.). Zákon však stanoví podmínku, že „je-li to možné, je nutno uvést jméno autora, nejde-li o dílo anonymní, nebo jméno osoby, pod jejímž jménem se dílo uvádí na veřejnost, a dále název díla a umístění“.
Doslovná formulace českého autorského zákona nezohledňuje, že by právo volného užití mělo souviset se zobrazením díla v rámci panoramatu. Do nejasného postavení se tak dostávají díla, která sice nejsou umístěna přímo na veřejných prostranstvích, ale například v jejich sousedství anebo na místech, která jsou z veřejných prostranství viditelná, a z práva volného užití nejsou vyjmuta ani detailní, tedy nepanoramatická zobrazení děl na veřejných prostranstvích.
Formulace zákona rovněž nijak neomezuje druh díla, takže ačkoliv některé důvodové zprávy a komentáře zmiňují pouze architektonická či sochařská díla, doslovné znění zákona zahrnuje jakákoliv díla, včetně děl dvojrozměrné formy, například textových či obrazových, umístěných na veřejných prostranstvích.
Dřívější znění zákona neomezovalo právo volného užití na trvale umístěná díla, takže se vztahovalo i na díla umístěná dočasně. Novela 216/2006 Sb. s účinností ode dne vyhlášení 22. 5. 2006 volné užití omezila na trvale umístěná díla, obsahuje však ustanovení, že „právní vztahy vzniklé přede dnem nabytí účinnosti tohoto zákona a práva a povinnosti z nich vzniklé, jakož i práva z odpovědnosti za porušení smluv uzavřených přede dnem účinnosti tohoto zákona, se řídí dosavadními předpisy.“ Kritérium „trvalosti“ umístění zákon blíže nedefinuje, takže není zřejmé, jaký dopad na práva volného užití má zánik nebo odstranění zobrazeného díla.
V České republice se v minulosti vedly spory např. o fotografie pražského Tančícího domu nebo libereckého hotelu Ještěd. Navzdory svobodě panoramatu se architekti těchto staveb dožadovali odškodnění od společností, které použily fotografie jejich děl v reklamě, přičemž v případě Ještědu byla žaloba založena na argumentaci, že dílo bylo užito v reklamě v míře jiné než malé (přes celou stránku) a v pozměněné podobě, kterou byly údajně nepřiměřeně dotčeny oprávněné zájmy autora (podle rodiny architekta Karla Hubáčka totiž prý reklamní agenturou upravená verze svým tvarem připomínala zvon na WC). Z jiného sporu je známo, že za jednoletou licenci na komerční užití trojrozměrného modelu Ještědu (kterého se svoboda panoramatu netýká) si přitom dědicové standardně účtují částku 20 000 Kč ročně.

#### Německo
Svobodu panoramatu v Německu upravuje § 59 (Díla na veřejných místech) zákona o autorském právu a právech s ním souvisejících (autorského zákona, německy Urheberrechtsgesetz; UrhG). Zákon povoluje rozmnožovat, šířit a veřejně reprodukovat díla trvale umístěná na veřejných cestách, ulicích nebo náměstích prostřednictvím malby, grafiky, fotografie nebo filmu. V případě budov se toto oprávnění vztahuje pouze na vnější pohled a reprodukce se nepovoluje zhotovovat na budovách. Svoboda panoramatu se nevztahuje na letecké pohledy.